# Benczédi Huba Lóránt
Benczédi Huba Lóránt (Magyarszovát, 1941. szeptember 28. –) Romániában élő magyar kórusvezető, zenetanár, népzenegyűjtő. Kézdiszentléleken végzett népdalgyűjtő munkája nyomtatásban is megjelent.

## Élete
1941-ben született Magyarszováton. Édesapja Benczédi Márton, kántortanító, édesanyja Benczédi (Antonya) Mária. Később Homoródalmásra költözött a család. 
Az elemi és általános iskolát Homoródalmáson végezte, majd a székelyudvarhelyi Tamási Áron gimnáziumban folytatta tanulmányait. Ezután a kolozsvári Gheorghe Dima Zeneakadémián elvégezte a zeneszerzés-karvezetés-pedagógia szakot, és 1963-ban sikeres államvizsgát tett. 1963–1966 között elvégezte levelezési úton a bukaresti Ciprian Porumbescu Zeneakadémiát. 
1963 és 1968 között zenetanárként dolgozott Lövétén majd Homoródalmáson, valamint a zenekar és a táncegyüttes vezetője volt. 1970-től a sepsiszentgyörgyi Vadrózsák Népi Együttes  művészeti vezetőjeként dolgozott. 1975-1981 között zenei szakirányitó volt a Népi Alkotások Kovászna Megyei Házánál. 
A sepsiszentgyörgyi Vox Humana kórus alapitótagja és  énekese. A textilgyár kórusának alapítója. Az 1970-es évek második felében a sepsiszentgyörgyi tanügyi női kar valamint a baróti bányászkórus karnagya, a Székely Mikó Kollégium zenetanára. 
Baróton a Baróti Szabó Dávid Iskolaközpont zenetanára, kórusvezetője. Népzenei gyűjtéseket végzett Erdővidék falvaiban.  Jelenleg Olaszteleken lakik. 
2022-ben a Gaál Mózes Közművelődési Egyesület az Erdővidék Kultúrájáért-díjjal ismerte el életpályáját.

## Művei
- Felsütött az esthajnali csillag. Kézdiszentléleki népdalok; gyűjt. Benczédi Huba; Népi Alkotások Kovászna Megyei Háza,[5] Sepsiszentgyörgy, 1970[6]
- Két hegy között felsütött a holdvilág. Kovászna megyei népdalok; szerk. Benczédi Huba; Népi Alkotások és a Művészeti Tömegmozgalom Kovászna megyei Irányító Központja, Sepsiszentgyörgy, 1977
- Tánckompozíciók: Küküllőmenti táncok, Menasági táncok,  Mezőségi táncszvit, Nyárád menti táncok, Korondi táncok, Erdővidéki népdalok, Maros menti táncok.

## Családja
1969-ben házasodott össze Balássy Piroskával, aki népdalénekes volt Sepsiszentgyörgyön. Három gyermekük született Benczédi Hunor-Lehel (1975), Benczédi Magor (1977) és Benczédi Zsuzsanna (1984). 